# Barłyk
Barłyk (ros. Барлык) – wieś w Rosji, w Tuwie, w kożuunie barun-chiemczickim. W 2010 liczyła 1468 mieszkańców.